# Шорт-трек на зимних Олимпийских играх 2018 — эстафета (мужчины)
Соревнования по шорт-треку среди мужчин в эстафете на зимних Олимпийских играх 2018 прошли 13 и 22 февраля в ледовом дворце Каннын. В соревновании выступило 8 сборных. В заявке каждой страны находилось 5 конькобежцев, но в забеге могли принять участие только 4 из них. Квалификация на Игры осуществлялась по итогам четырёх этапов Кубка мира 2017/2018 гг.
Действующими олимпийскими чемпионами являются российские конькобежцы, которые из-за допингового скандала выступят на Играх в Пхёнчхане под олимпийским флагом.

## Медалисты
| Золото                                                              | Серебро                                                                  | Бронза                                                               |
| Венгрия · Лю Шаоанг · Шандор Шаолинь Лю · Виктор Кнох · Чаба Бурьян | Китай · У Дацзин · Хань Тяньюй · Сюй Хунчжи · Чэнь Дэцюань · Жэнь Цзывэй | Канада · Самюэль Жирар · Шарль Амлен · Шарль Курнуайе · Паскаль Дион |

## Расписание
Время местное (UTC+9)
| Дата       | Время | Раунд     |
| ---------- | ----- | --------- |
| 13 февраля | 19:00 | Полуфинал |
| 22 февраля | 19:00 | Финал     |

## Рекорды
До начала зимних Олимпийских игр 2018 года мировой и олимпийский рекорды были следующими:
| Мировой рекорд     | США    | 6:29,052 | Шанхай | 12 ноября 2017  |
| Олимпийский рекорд | Россия | 6:42,100 | Сочи   | 21 февраля 2014 |

## Результаты

### Полуфинал
В полуфинале участвуют 8 сборных, разделённые на 2 забега по 4 страны в каждом. В финал A выходят по 2 лучших сборных из каждого забега, остальные отправляются в финал B.

#### Забег 1
| Место | Спортсмены                                                           | Страна     | Время    | Отставание | Примечание |
| ----- | -------------------------------------------------------------------- | ---------- | -------- | ---------- | ---------- |
| 1     | У Дацзин Хань Тяньюй Жэнь Цзывэй Сюй Хунчжи                          | Китай      | 6:36,605 | +0,000     | QA         |
| 2     | Самюэль Жирар Шарль Амлен Шарль Курнуайе Паскаль Дион                | Канада     | 6:41,042 | +4,437     | QA         |
| 3     | Денис Никиша Нурберген Жумагазиев Абзал Ажгалиев Еркебулан Шамуханов | Казахстан  | 6:47,727 | +11,122    | QB         |
| 4     | Шинки Кнегт Дан Бреувсма Ицхак де Лаат Деннис Виссер                 | Нидерланды | —        | —          | PEN        |

#### Забег 2
| Место | Спортсмены                                                    | Страна           | Время       | Отставание | Примечание |
| ----- | ------------------------------------------------------------- | ---------------- | ----------- | ---------- | ---------- |
| 1     | Хван Дэ Хон Ким До Гём Квак Юн Ги Лим Хё Джун                 | Республика Корея | 6:34,510 OR | +0,000     | QA         |
| 2     | Лю Шаоанг Шандор Шаолинь Лю Виктор Кнох Чаба Бурьян           | Венгрия          | 6:34,866    | +0,356     | QA         |
| 3     | Джон Сельски Джон-Генри Крюгер Томас Гон Аарон Трэн           | США              | 6:36,867    | +2,357     | QB         |
| 4     | Кэйта Ватанабэ Рёсукэ Сакадзумэ Кадзуки Ёсинага Хироки Ёкояма | Япония           | 6:42,655    | +8,145     | QB         |

### Финал

#### Финал B
| Место | Спортсмены                                                           | Страна    | Время    | Отставание | Примечание |
| ----- | -------------------------------------------------------------------- | --------- | -------- | ---------- | ---------- |
| 1     | Джон Сельски Джон-Генри Крюгер Томас Гон Аарон Трэн                  | США       | 6:52,708 | +0,000     |            |
| 2     | Денис Никиша Нурберген Жумагазиев Абзал Ажгалиев Еркебулан Шамуханов | Казахстан | 6:52,791 | +0,083     |            |
| 3     | Кэйта Ватанабэ Рёсукэ Сакадзумэ Кадзуки Ёсинага Хироки Ёкояма        | Япония    | 7:02,554 | +9,846     |            |

#### Финал A
| Место | Спортсмены                                            | Страна           | Время    | Отставание | Примечание |
| ----- | ----------------------------------------------------- | ---------------- | -------- | ---------- | ---------- |
| 1     | Лю Шаоанг Шандор Шаолинь Лю Виктор Кнох Чаба Бурьян   | Венгрия          | 6:31,971 | +0,000     |            |
| 2     | У Дацзин Хань Тяньюй Сюй Хунчжи Чэнь Дэцюань          | Китай            | 6:32,035 | +0,064     |            |
| 3     | Самюэль Жирар Шарль Амлен Шарль Курнуайе Паскаль Дион | Канада           | 6:32,282 | +0,311     |            |
| 4     | Со И Ра Ким До Гём Квак Юн Ги Лим Хё Джун             | Республика Корея | 6:42,118 | +10,147    |            |